# Кугуты (село)
Кугуты́ — село в Петровском районе (городском округе) Ставропольского края Российской Федерации. 

## Географическое положение
Рядом с селом расположены реки Грачёвка и Горькая с многочисленными протоками. Имеется заливной луг.
Расстояние до краевого центра: 58 км. Расстояние до районного центра: 19 км.

## История
Село Кугуты было образовано как хутор Кугутского товарищества переселенцами из соседнего села Константиновского.
До 1 мая 2017 года село входило в упразднённый Константиновский сельсовет.

## Население
| 1925 | 1926 | 1989 | 2002 | 2010 | 2014 | 2023 |
| ---- | ---- | ---- | ---- | ---- | ---- | ---- |
| 605  | ↘491 | ↘422 | ↗445 | ↘362 | ↗400 | ↘236 |

По данным переписи 2002 года, 90 % населения — русские.

## Инфраструктура
В границах села расположены станция Кугуты Северо-Кавказской железной дороги, комбинат «Кубань» Управления Федерального агентства по государственным резервам, детский сад № 42 «Ручеек».
В населённом пункте только одна улица — Железнодорожная. К западу от жилого дома № 74 находится общественное открытое кладбище села Кугуты (площадь 5581 м²)

## Связь и телекоммуникации
В 2016 году в селе введена в эксплуатацию точка доступа к сети Интернет (передача данных осуществляется посредством волоконно-оптической линии связи).

## Памятники
В центре села Кугуты расположен памятник истории местного значения «Братская могила советских воинов, погибших в борьбе с фашистами» (1942—1943, 1958 годы).